# Callonychium mandibulare
Callonychium mandibulare är en biart som först beskrevs av Heinrich Friese 1916.  Callonychium mandibulare ingår i släktet Callonychium och familjen grävbin. Inga underarter finns listade.